# Aldo Masullo
Aldo Masullo (Avellino, 12 aprile 1923 – Napoli, 24 aprile 2020) è stato un filosofo e politico italiano.

## Biografia
Laureato in Filosofia e in Giurisprudenza, è stato dal 1955 libero docente e dal 1967 professore ordinario di filosofia teoretica. Successivamente, ha insegnato filosofia morale presso l'Università di Napoli.
Ha trascorso vari periodi di ricerca e di insegnamento in Germania.
Dal 1984 al 1990 è stato direttore del Dipartimento di Filosofia dell'Università di Napoli.
È stato socio dell'Accademia Pontaniana, della Società Nazionale di Scienze Lettere ed Arti di Napoli e dell'Accademia Pugliese delle Scienze.
È stato insignito della medaglia d'oro del Ministero per la Pubblica Istruzione.
Candidato nelle liste del Partito Comunista Italiano prima e in quelle dei Democratici di Sinistra poi, dal 1972 al 1976 ha ricoperto la carica di Deputato, mentre dal 1976 al 1979 e dal 1994 al 2001 è stato Senatore della Repubblica.
Nel marzo 2012 fu relatore al congresso nazionale del Grande Oriente d'Italia a Rimini.
È scomparso il 24 aprile 2020; aveva compiuto 97 anni a Pasqua, il 12 dello stesso mese. È stato attivo e operoso fino all'ultimo, e ha rilasciato la sua ultima intervista il 5 aprile del 2020.

## La formazione
Trascorre i primi dieci anni della sua vita a Torino. Nel 1933 si trasferisce con la propria famiglia a Nola (NA), dove compie gli studi superiori frequentando il liceo classico statale Giosuè Carducci.
Masullo tra il 1940 e il 1944 frequenta il corso di laurea in Filosofia all'Università di Napoli. Si laurea con Emilia Nobile discutendo una tesi sul filosofo francese Julien Benda. L'Università di Napoli era dominata prevalentemente dal pensiero di Benedetto Croce; esistevano comunque altri personaggi capaci di una riflessione autonoma e originale come fu Antonio Aliotta che con il suo sperimentalismo offrì importanti stimoli al giovane Masullo.
Masullo tra il 1945 e il 1947 prende una seconda laurea in Giurisprudenza con una tesi in Filosofia del diritto. Esercita la professione di avvocato penalista tra il 1947 e il 1951. Nel frattempo studia l'esistenzialismo che andava diffondendosi in Italia. Nello stesso periodo è assistente volontario alle cattedre di filosofia e tiene seminari per Emilia Nobile, Antonio Aliotta, Guido Della Valle.
Masullo compie la sua formazione filosofica a Napoli soprattutto con Cleto Carbonara. Carbonara era impegnato attraverso i suoi studi di estetica a ripensare l'attualismo gentiliano. La sua posizione prende il nome di materialismo critico. Tra il 1953 e il 1957, attraverso il confronto con Carbonara, Masullo si addestra al rigore concettuale e inizia ad elaborare una propria posizione originale.
Nella formazione e nella costruzione della prospettiva filosofica di Masullo si combinano diverse componenti. Il neoidealismo, crociano e gentiliano, lo sperimentalismo di Antonio Aliotta, e, tra idealismo e materialismo, il materialismo critico di Cleto Carbonara.
Masullo però, mosso dalle proprie inquietudini e dalle impressioni suscitate dai tragici eventi bellici, studia anche l'esistenzialismo e lo spiritualismo. Infine il bisogno di comprendere l'uomo concreto e le sue reali tribolazioni lo conducono ad avvicinarsi alla fenomenologia.
Il soggiorno di studio a Friburgo del 1957-58 gli consente di approfondire lo studio della fenomenologia e di conoscere il pensiero del neurologo e filosofo tedesco Viktor von Weizsäcker, il quale aveva introdotto nel linguaggio filosofico e scientifico il concetto di «patico».
Esistenzialismo, spiritualismo, idealismo e fenomenologia sono correnti di pensiero variamente intrecciate tra di loro. Ciò che attraversa trasversalmente questi movimenti di pensiero è la radicale problematizzazione del rapporto tra pensiero e vita, tra il pensiero e il suo negativo, ciò che pensiero non è.

## Il pensiero
Intuizione e discorso (1955) è un testo in cui, avvalendosi degli stimoli che provenivano dalla epistemologia, Masullo si confronta con l'idealismo attualistico e storicistico per riflettere sul carattere “difettivo” della coscienza e sul suo rapporto con la conoscenza.
Masullo in Intuizione e discorso sostiene che i poli del fatto e dell'idea, del senso e della coscienza, della vita e delle forme dello spirito sono legati da un vincolo dialettico. Voler ridurre l'uno all'altro conduce ad un idealismo soggettivistico o ad un empirismo cieco alle dimensioni dello spirito. Bisogna comprendere le modalità del vincolo che lega spirito e corpo. Il pensiero che voglia essere critico, cioè che non voglia ingannarsi, deve riconoscere che esso si fonda su processi biologici e fisiologici che gli sono irriducibili.
Nel 1957-58 Masullo approfondisce in Germania lo studio della fenomenologia, ancora poco diffusa in Italia. A Friburgo frequenta i circoli husserliani capeggiati dall'allievo di Husserl Eugen Fink e conosce l'opera del neurologo e filosofo Viktor von Weizsäcker del quale Masullo svilupperà il concetto di "patico". Masullo stesso, tornato in Italia, traduce e commenta alcuni testi di Husserl in un piccolo libriccino ormai introvabile (Logica, psicologia, filosofia. Un'introduzione alla fenomenologia, Napoli, Il Tripode, 1961) il cui contenuto in parte è poi confluito nel successivo Struttura, soggetto, prassi.
Masullo considera Husserl un grande esploratore della coscienza. Husserl cerca di dare un fondamento filosofico alle scienze positive indagando il modo in cui la coscienza costituisce il mondo che la scienza prende ad oggetto delle proprie particolari ricerche. Masullo però, elaborando gli stimoli dell'antropologia medica di Weizsacker, lavora al passaggio dalla fenomenologia alla patosofia.
Struttura, soggetto, prassi (1962, 1994) è il testo che documenta il rinnovamento della ricerca di Masullo. Egli fa riferimento alle scienze positive per mostrare che la coscienza è qualcosa di vivo e concreto e non è «intellettualisticamente sofisticata», trasparente a sé stessa, come vorrebbero le filosofie speculative le quali riducono la vita psichica alla vita cosciente e non tengono conto o minimizzano il peso della dimensione psichica inconscia, svalutata come qualcosa di filosoficamente irrilevante.
Non è possibile una conoscenza diretta, per introspezione/riflessione – come vorrebbero le filosofie speculative – di ciò che pensiero non è. Il pensiero come esperienza intersoggettiva, sociale (lo Spirito, il Soggetto) può conoscere i suoi prodotti, i pensieri, il pensato, ma non può conoscersi come processo, esperienza del pensare, atto, tempo, «paticità» (cioè il pensare come esperienza soggettiva, esistenza). D'altronde il pensiero come processo non può essere conosciuto neanche per inferenza da parte delle scienze positivo-sperimentali. Queste possono misurare i processi, ma non possono misurarne i vissuti.
Lo scacco, il limite della conoscenza è l'apertura alla prassi e all'etica: riconoscere il nesso operativo tra senso e significato, crisi e ordine, «patico» e cognitivo, corpo e mente.
Masullo poi analizza i grandi modelli idealistici e fenomenologici della soggettività. In particolare, seguendo un'indicazione di Fichte, sviluppa la tesi secondo la quale il fondamento dell'uomo, cioè la condizione per la quale l'uomo assume i caratteri della soggettività (libertà, storia, ricerca, progetto, autodeterminazione) è l'intersoggettività. Di questo fondamento Masullo analizza le modalità di funzionamento.
Masullo, con i suoi studi sulla «intersoggettività» e il «fondamento» degli anni sessanta e settanta (Lezioni sull'intersoggettività. Fichte e Husserl, Napoli, Libreria Scientifica Editrice, 1963; La storia e la morte, Napoli, Libreria Scientifica Editrice, 1964; La comunità come fondamento. Fichte, Husserl, Sartre, Napoli, Libreria Scientifica Editrice, 1965; Il senso del fondamento, Napoli, Libreria Scientifica Editrice, 1967, 2007; Antimetafisica del fondamento, Napoli, Guida, 1971), analizza le «operazioni nascoste» in base alle quali si costituisce l'io e in base alle quali si costituisce l'oggettività del mondo e individua nella originaria struttura intersoggettiva il fondamento del mondo umano. Il fondamento è la comunità, ma essa funzionalmente rimane nascosta all'io per permettergli di istituirsi ed operare, come ben spiega nell'importante saggio Il fondamento perduto (1984), in cui rielabora e sviluppa spunti presenti negli ultimi capitoli di Il senso del fondamento (1967) e raccoglie in modo compiuto i risultati teoretici di due decenni di ricerche intorno al tema della comunità-intersoggettività come fondamento. Masullo pubblica inoltre il testo Fichte. L'intersoggettività e l'originario (1986), in cui riprende e aggiorna il saggio su Fichte contenuto in La comunità come fondamento. Fichte, Husserl, Sartre (1965).
Nel 1980 pubblica Metafisica. Storia di un'idea. Il capitolo finale, Il sentimento metafisico, è l'indicazione del passaggio a una nuova fase del pensiero di Masullo, una fase in cui il tema dell'intersoggettività lascia il posto alla esplorazione delle dimensioni del vissuto del soggetto, quindi lascia il posto ai temi della paticità, del senso, del tempo.
In effetti anche i suoi corsi universitari di quegli anni rivelano questo momento di transizione. Negli anni ottanta i corsi universitari di Masullo sono dedicati in parte ancora al tema dell'intersoggettività (1981/82 e 1985/86) ma vengono trattati anche i temi caratteristici della seconda stagione della sua riflessione: nel corso universitario del 1982/83 Masullo tratta della “difettività del soggetto”; nel corso del 1984/85 invece si occupa di “comprensione del tempo e interpretazione morale”; fino ad arrivare ai corsi dei primi anni novanta (Masullo termina il proprio insegnamento alla metà del 1995) definitivamente centrati su “i patemi della ragione e l'inter-esse etico” (vedi il corso del 1993/94).
Nei successivi studi su «tempo», «senso», «paticità» (Filosofie del soggetto e diritto del senso, Genova, Marietti, 1990; Il tempo e la grazia. Per un'etica attiva della salvezza, Roma, Donzelli, 1995; Paticità e indifferenza, Genova, Il Melangolo, 2003) Masullo sostiene che il pensiero critico, nella sua incapacità di pensare il passaggio, il processo, la trasformazione, il cambiamento (come egli aveva sostenuto fin dal 1955 in La problematica del continuo in Aristotele e Zenone di Elea, seppure solo sul piano logico) è incapace anche di pensare la soggettività, la quale è una forma particolare di cambiamento, è tempo, prodursi delle differenze all'interno di un campo strutturato, fortemente centralizzato, l'organismo umano, portatore della coscienza di sé.
In questi studi degli anni ottanta e novanta Masullo considera le modalità affettive e psicobiologiche dell'esser soggetto. Filosofie del soggetto e diritto del senso (1990) raccoglie cinque saggi pubblicati tra il 1982 e il 1989, nei quali Masullo si confronta con Kant, Hegel, Dilthey, Heidegger e Merleau-Ponty, i quali storicamente hanno posto il tema della soggettività non riconoscendo però la differenza tra «significato» e «senso». Masullo rivendica il «diritto del senso» ad essere riconosciuto nella sua radicale e irriducibile diversità dal significato.
Molto più rilevante nella costruzione della sua prospettiva filosofica è invece il saggio intitolato Il tempo e la grazia. Per un'etica attiva della salvezza (1995), nel quale Masullo illustra la sua concezione della frammentazione della soggettività a partire da alcune considerazioni sui concetti di esperienza e di tempo. I lessici delle lingue europee antiche e moderne consentono di distinguere la dimensione orizzontale dell'esperienza propriamente detta (έμττεŀρία, experientia, Erfahrung) la quale ha un carattere prevalentemente cognitivo rispetto alla dimensione verticale dell'esperienza meno propriamente detta (πάθος, affectio, Erlebnis), cioè il vissuto, il quale ha invece un carattere affettivo anziché cognitivo. Da una parte abbiamo il giudizio su ciò che abbiamo provato, dall'altra abbiamo il provare come avvertimento immediato dell'accadermi di qualcosa.
Ciò introduce a un'ulteriore precisazione filologica che riguarda la differenza tra il cambiamento e il tempo. Il tempo non è il cambiamento. Il cambiamento è il continuo prodursi delle differenze nell'organizzazione delle forme della vita. Il tempo è l'avvertimento interiore di questo cambiamento, cioè l'avvertimento di sé attraverso il cambiamento.
L'uomo, a differenza degli altri viventi, è intrinsecamente tempo. Egli istituisce il tempo nel senso che mette in relazione i cambiamenti a dei sistemi oggettivi di riferimento, ma ancor più radicalmente l'uomo è tempo in quanto avverte i cambiamenti del mondo esterno solo in relazione al proprio modificarsi. Questo avvertimento, il «senso», è l'indice della soggettività. L'avvertimento della perdita, il senso del cambiamento, in una parola il tempo, accende l'allucinazione del sé, scatena il desiderio di permanenza.
Parallelamente alla esplorazione della soggettività, in Il tempo e la grazia Masullo segue gli sviluppi di un'emergente epistemologia caratterizzata anch'essa dalla contingenza e irreversibilità del tempo fisico così come la cosmogenetica ce lo illustra. Il versante umanistico e quello scientifico convergono nel disegnare un'antropologia la cui etica non è più la moderna e rassicurante etica reattiva che salva la società con le sue formulazioni sull'ordine del mondo.
L'etica che Masullo vede in prospettiva scaturire da questo nuovo contesto è un'etica attiva che salva il tempo, cioè il soggetto, dal vivere la perdita prodotta dal cambiamento come «disgrazia», mutilazione. La perdita è un momento necessario nella vita di un essere, l'umano, che non semplicemente cambia, ma si rinnova e costruisce intenzionalmente il proprio futuro.
Una volta riconosciuto il diritto del senso ad essere inteso nella sua irriducibilità al cognitivo (1990); una volta esplorato il campo del senso-tempo-patico alla luce della psicanalisi, della letteratura e della filologia; una volta riconosciute le epocali trasformazioni degli scenari epistemologici, antropologici ed etici (1995), Masullo nel testo del 2003, Paticità e indifferenza, si chiede quale può essere ancora, in questo nuovo contesto, il ruolo della filosofia. La filosofia è «saper assaporare i sapori della vita, gustare a fondo i sensi vissuti, … elevare i sensi sensibili a sensi ideali e cogliere nei sensi ideali la possibilità dei sensibili, è la “sapienza del patico” ovvero, se si ricalca interamente l'etimo greco, è la “patosofia”».
Da un pensiero così articolato derivano alcune indicazioni e cautele etico-pedagogiche. Essendo l'uomo intrinsecamente temporale, essendo la temporalità umana irreversibile, l'uomo non può essere fatto oggetto di conoscenza come un qualsiasi ente. Masullo distingue la conoscenza dalla cura. Egli inoltre distingue le esperienze (che sono comunicabili e sono i materiali sui quali si costruisce la conoscenza) dai vissuti (che sono invece costitutivamente «incomunicativi» in quanto riguardano l'immediatezza del sentire individuale che non è mai trasparente neanche all'individuo stesso che li vive). La conoscenza è la dimensione orizzontale dell'esistenza. Essa guarda alla universalità. Mentre la cura ne è la dimensione verticale. Essa invece guarda alla unicità-identità, ai vissuti da assaporare e da sublimare in valori da condividere.
Mentre la ricerca di Masullo prosegue in questi anni curvando verso nuove direzioni, pubblica alcuni nuovi libri. Nel 2005 scrive Filosofia morale per una collana di libri che illustrano ciascuno il nucleo delle varie discipline filosofiche. In effetti Filosofia morale non è un elenco di temi, personaggi, concetti ma un percorso molto personale all'interno delle questioni e dei nodi fondanti della disciplina: la specificità della filosofia morale e la distinzione tra morale ed etica; il bene quale orientamento dell'azione umana; il soggetto della vita morale, la persona; il dovere, la responsabilità e il vincolo che ci lega agli altri.
Nel 2008 invece scrive, intervistato dal giornalista de Il Mattino, Claudio Scamardella, Napoli siccome immobile. Scamardella, in uno degli ennesimi momenti difficili per la città di Napoli, cerca la figura di un saggio, di un'autorità morale capace di interpretare il presente e prefigurare il futuro di questa città malata. Trova questa figura in Aldo Masullo, filosofo ma anche protagonista della vita civile e politica della città con concrete iniziative quali, nel 2006, gli incontri con i giovani e la popolazione nell'ambito del “Manifesto per salvare Napoli”. Il libro è un lungo dialogo sulle tante debolezze della città presente che si conclude con un'analisi delle risorse che danno speranza nel futuro.
Masullo nel 2011 ha pubblicato La libertà e le occasioni, che sviluppa il tema del suo ultimo seminario all'Istituto Italiano per gli Studi Filosofici di Napoli.

## L'impegno politico
Negli anni sessanta e settanta la contestazione studentesca segnalava il bisogno di rinnovamento dell'università italiana. Masullo, per i caratteri originali del proprio insegnamento, è considerato dagli studenti uno dei professori progressisti. Egli in quegli anni (1972-1976) fu eletto deputato come indipendente nelle liste del Partito Comunista Italiano e in seguito (1994-1996, 1996-2001), come senatore, si occupò sempre dei problemi del sistema scolastico. Inoltre, come parlamentare europeo lavorò al fianco di Nilde Iotti nella Commissione legale.
All'inizio degli anni ottanta alcuni importanti provvedimenti modificano l'organizzazione didattica e gestionale dell'università (vengono istituiti i dottorati di ricerca, riordinate le scuole di specializzazione, creati i Dipartimenti). Terminato l'impegno parlamentare, Masullo dirige per due mandati il nuovo Dipartimento di Studi Filosofici dell'Università di Napoli intitolato ad Antonio Aliotta. Anche attraverso questo incarico egli incide sulle direzioni della ricerca filosofica a Napoli.
Si mette di nuovo al servizio della politica quando, dopo la crisi politica e sociale degli anni ottanta, agli inizi degli anni novanta si verifica un generale risveglio della coscienza collettiva. A livello locale egli dapprima anima per oltre un anno, a partire dal 1991, le “Assise di Palazzo Marigliano”, un movimento che si opponeva al progetto NeoNapoli previsto dal preliminare di Piano Regolatore.l, del quale ottenne il rigetto, suggerendo la demolizione e il rifacimento integrale dei Quartieri Spagnoli.
Forte della popolarità acquisita con questa esperienza, è capolista del PDS nelle elezioni amministrative del giugno 1992 e poi, nel marzo del 1993, protagonista a Napoli della innovativa esperienza della "giunta del sindaco".
A livello di politica nazionale, Masullo dal 1994 al 2001 è di nuovo impegnato per due legislature al Senato. Egli è membro della Commissione di vigilanza dei servizi radiotelevisivi e, come negli anni settanta, della Commissione per l'istruzione pubblica e i beni culturali in anni nei quali i provvedimenti relativi a istruzione, università e ricerca sono numerosi e importanti. Amante dei libri e della cultura dei bambini, lo spessore del Maestro filosofo emerge inoltre quando in aula si discutono disegni di legge relativi a temi quali l'ergastolo o la procreazione assistita.

## Dialoghi filosofici con La volpe Sophia

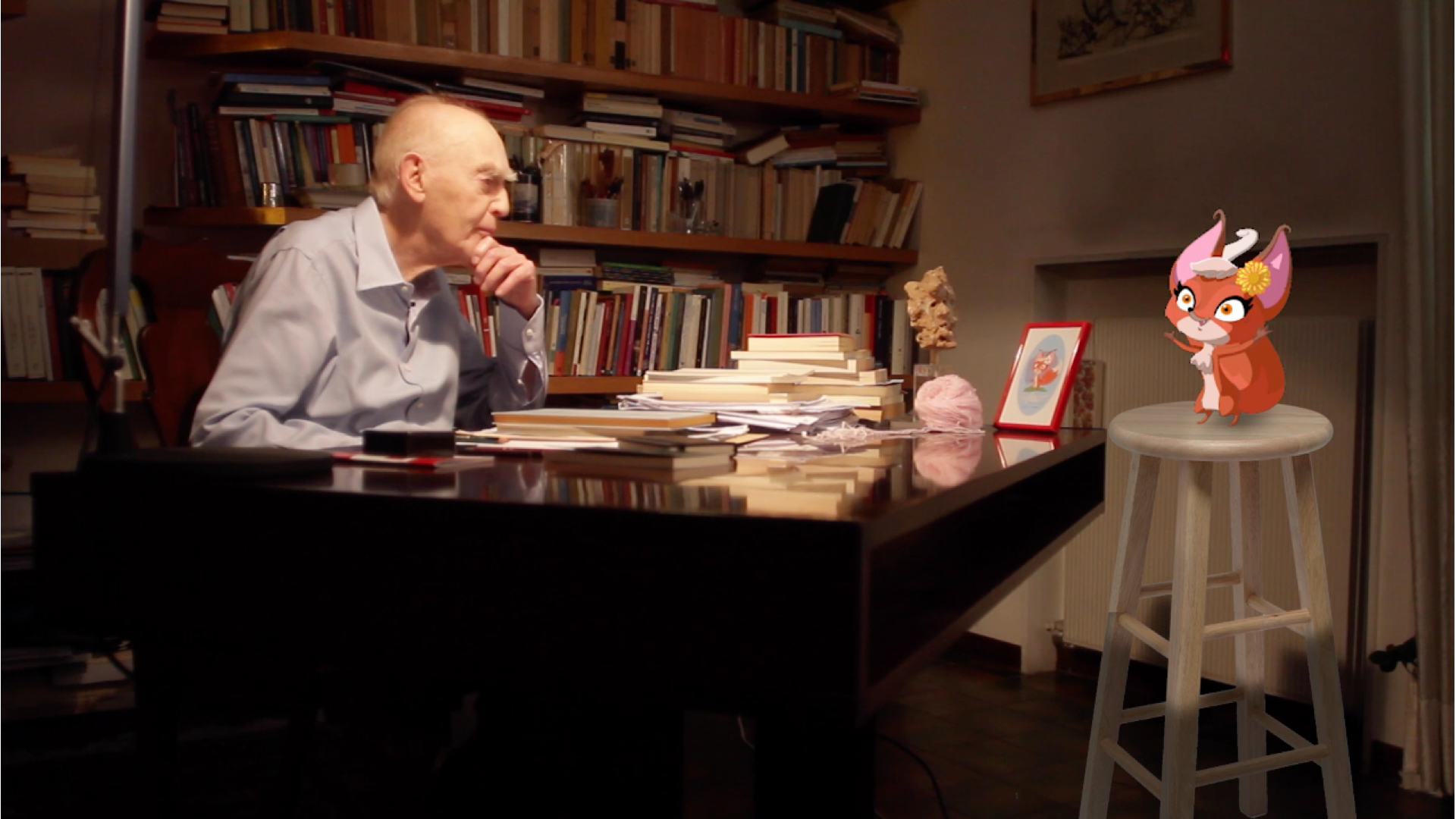
Il filosofo Aldo Masullo dialoga con la volpe Sophia sui temi della vita e sui sentimenti nella serie TV dal titolo "La Volpe Sophia: dialoghi tra il bosco e la città"

Nel 2016 Aldo Masullo è protagonista della serie TV basata sui dialoghi filosofici con il cartone animato de La volpe Sophia. Diretto da Andrea Lucisano, regista e autore della serie, Aldo Masullo dialoga con un cartone animato sulla vita, sui temi fondanti della civiltà e sui sentimenti, in un'operazione educational dal grande valore pedagogico e morale. La serie dal titolo "La Volpe Sophia - Dialoghi tra il bosco e la città" è costituita da 10 episodi, è destinata anche ai bambini. La serie, realizzata con in tecnica mista, è stata presentata il 12 aprile 2019 per festeggiare il 96º compleanno del filosofo Aldo Masullo presso la Sala Giunta del Comune di Napoli.

## Opere
- Intuizione e discorso, Napoli, Libreria scientifica editrice, 1955.
- La problematica del continuo nel pensiero di Zenone di Elea e di Aristotele, Napoli, Libreria scientifica editrice, 1956.
- Struttura soggetto prassi, Napoli, Libreria scientifica editrice, 1962; 1964; Napoli, Edizioni Scientifiche Italiane, 1994. ISBN 978-88-7104-893-2.
- La comunità come fondamento, Napoli, Libreria scientifica editrice, 1965;
- Antimetafisica del fondamento, Napoli, Guida editori 1971;
- Fichte. L'intersoggettività e l'originario, Napoli, Guida editori, 1986;
- Filosofie del soggetto e diritto del senso, Genova, Marietti, 1990. ISBN 978-88-2118-663-9.
- Il tempo e la grazia. Per un'etica attiva della salvezza, Roma, Donzelli, 1995. ISBN 978-88-7989-120-2.
- Metafisica. Storia di un'idea, Roma, Donzelli, 1996. ISBN 978-88-7989-250-6.
- La potenza della scissione. Letture hegeliane, Napoli, Edizioni Scientifiche Italiane, 1997. ISBN 978-88-8114-501-0.
- 1799-1999: geografia e storia dell'idea di libertà, con Michele Cataudella e Aldo Alessandro Mola, Reggio Calabria, Falzea. ISBN 88-8296-038-2.
- Paticità e indifferenza, Genova, Il Nuovo Melangolo, 2003. ISBN 978-88-7018-488-4.
- Lezioni sull'intersoggettività. Fichte e Husserl, a cura di Giuseppe Cantillo e Chiara de Luzenberger, Napoli, Editoriale Scientifica, 2005. ISBN 978-88-89373-68-2.
- Filosofia morale, Roma, Editori Riuniti, 2005. ISBN 978-88-359-5651-8.
- Scienza e coscienza tra parola e silenzio: atti del convegno (Monte Compatri, 2003), a cura di Pietro Ciaravolo, Roma, Aracne Editrice, 2006. ISBN 88-548-0406-1.
- Il senso del fondamento, Napoli, Libreria scientifica editrice, 1967; a cura di Giuseppe Cantillo e Chiara de Luzenberger, Napoli, Editoriale scientifica, 2007. ISBN 978-88-95152-23-3.
- Napoli siccome immobile. Aldo Masullo intervistato da Claudio Scamardella, Napoli, Guida, 2008. ISBN 978-88-6042-476-1.
- La libertà e le occasioni, Milano, Jaca Book, 2011. ISBN 978-88-16-41115-9.
- I linguaggi della follia e i passi della salvezza. Il lavoro psichiatrico di Sergio Piro, in Sergio Piro. Maestri e allievi, Napoli, Editoriale Scientifica, 2014. ISBN 978-88-6342-605-2.